# Павле Стефановић
Павле Стефановић (Крушевац, 22. март 1901 — Београд, 29. октобар 1985) био је српски филозоф, естетичар, есејиста, музички писац, критичар и књижевник.

## Биографија
Павле Стефановић је рођен у Крушевцу 1901. године у породици интелектуалаца. Отац Светислав Стефановић био је лекар, песник, критичар и преводилац Шекспира. Мајка Милана Стефановић, рођена Бота, студирала је психологију и педагогију на Универзитету у Цириху (Швајцарска). Током студија, она се дружила са Милевом Марић, а годинама касније су се и дописивале.
Павле Стефановић је био филозоф, естетичар, есејиста, музички писац, критичар, књижевник.
Дипломирао је на Филозофском факултету универзитета у Београду 1926. године. 
Радио је као библиотекар у Универзитетској библиотеци у Београду (од 1926. до 1948), потом као музички коментатор у Радио Београду (од 1948. до 1956). Још у деценији пред Други светски рат поставши познат као музички писац и критичар, Стефановић је, упоредо, напредовао у струци библиотекара. Био је свестрано ангажован у Друштву југословенских библиотекара, члан Београдске секције и члан Управе Друштва од 1931.
У периоду пре Другог светског рата водио је говорни хор друштва Абрашевић за који је писао песме и припремао наступе.
Почевши од раних тридесетих оглашавао се као музички критичар у листовима Правда, Штампа, Музички гласник, Време и другим. После ослобођења наставио је да пише. Више стотина текстова, осврта, критика и есеја Павле Стефановић је објавио у часописима Књижевност, Дело, Израз, Позориште, Сцена, Видици, Књижевне новине, Савременик, Политика, НИН, за програме Радио Београда и друге. Издваја се његова сарадња са Трећим програмом Радио Београда. 
Између марта 1941. и марта 1945. није објавио ни један текст.
Павле Стефановић био је човек веома широких интересовања. Његов тематски опсег је захватао све уметности, па се поред музичке критике бавио и естетиком уметности и есејистиком. Писао је о свим уметничким областима – музичкој, ликовној, позоришној, књижевној, филмској. 
Павле Стефановић је објављивао прозу, најпре у периодици а потом у књизи прозе Гаврило Кужељ. 
Вођен уметничком радозналошћу, био је и глумац у филму Кичма Влатка Гилића.
Истицао се изузетном ерудицијом и предавачким даром. На јавној сцени Србије и тадашње Југославије, држао је предавања, наступао на програмима радија и телевизије, тумачио дела класичне и, с посебним афинитетом, дела и правце модерне уметности.
У најужем кругу Павлових пријатеља били су Јосип Славенски, Љубица Марић, Олга Јеврић, Енрико Јосиф, Милета Сајић, Бранимир Сакач, Радомир Константиновић и други. 
Пратио је књижевни, музички, ликовни и уопште културни живот Србије и тадашње Југославије, а посебно се истичу многобројни текстови које је посветио фестивалима који су се током 60-тих година прошлог века оснивали у свим крајевима земље. Тако је редовно пратио Бемус, Битеф, Фестивал камерне музике у Слатини Раденци, Трибину југословенске музике у Опатији, Загребачки Биенале.
У Београду 2016. године је одржан мултидисциплинарни научни скуп О укусима се расправља. Павле Стефановић (1901‒1985).
Организатори су били Удружење композитора Србије – Секција музичких писаца и Музиколошко друштво Србије.

## Одабрана дела

### Књиге
- Трагом тона (Свјетлост Сарајево, 1956)[10]
- Гаврило Кужељ (Нолит, 1974)
- Есеји, (Нолит, 1982).
- Ум за тоном (Нолит, 1986)[11]
- Путевима симфоније (Центар за истраживање јавног мнења, програма и аудиторијума РТС-а 2009)[12][13]

### Чланци
- Љубомир Бошњаковић: Историја музике, Нови живот (V, 1), 1921–1922, 29.
- Танхојзер Рихарда Вагнера. Премијера у Народном позоришту, Штампа (I, 274), 18. новембар 1934, 9.
- Први музички час Коларчевог народног универзитета, Штампа (I, 311), 25. децембар 1934.
- Шта још може да нам значи Прокофјев?, Штампа (II, 331), 16. јануар 1935, 10.
- Млади Стравински трећи пут пред београдском музичком публиком, Штампа(II, 380), 5. март 1935, 8.
- Прво извођење хорских рецитација у нашој земљи, Штампа(II, 385), 10. март 1935, 9.
- Дечије музичко поподне на Коларчевом универзитету, Штампа (II, 389), 14. март 1935, 8.
- Југословенски музички фестивал у приредби Цвијете Зузорић, Штампа (II, 424),9 20. април 1935, 6.
- Балетско гостовање г-ђе Нине Кирсанове, Штампа (II, 438), 8. мај 1935, 5.
- Црњанскове варијације, Наша стварност, Часопис за књижевност, науку, уметност и сва друштвена и културна питања (II, 9−10), 1937, 153−154.
- Духовни концерт Јеврејског певачког друштва у Београду, Жидов (XXII, 52), 1938, 4.
- Премијера балета Ђаво на селу, Правда (XXXIV, 12012), 27. март 1938, с. п. [14].
- Народни плес (Плесна трупа г-ђе Магазиновић приказује балкански фолклор), Правда (XXXIV, 12026), 10. април 1938, с. п. [7].
- Фестивал трију филхармонија (Изванредно велика посета Београђана на концерту), Правда(XXXIV, 12028), 12. април 1938, с. п. [8].
- Бахова Пасија по Јовану, Правда(XXXIV, 12037), 21. април 1938, с. п. [15].
- Уметност хорског рецитовања на Вуковој прослави, Правда (XXXIV, 12058), 12. мај 1938, с. п. [13].
- Велика уметност Натана Милштајна, Правда (XXXIV, 12203),11. 2. новембар 1938, с. п. [9].
- Час модерне музике за децу у Станковићу, Правда(XXXV, 12314), 21. фебруар 1939, с. п. [18].
- Савремена југословенска музика на седмом Коларчевом часу, Правда(XXXV, 12339), 18. март 1939, II издање, с. п. [5].
- Чаробна фрула с Памином г-ђице Мезетове, Правда(XXXV, 12375), 23. април 1939, II издање, с. п. [3].
- Јаван час класе ритмике г. Луја Давичо, Правда(XXXV, 12408), 26. мај 1939, II издање, с. п. [4].
- Поводом вечерашње репризе Шостаковичеве Леди Макбет, Правда(XXXV, 12438), 25. јун 1939, II издање, с. п. [6].
- Прво извођење у Београду Шкерјанчеве кантате Уједињење, Правда(XXXV, 12601), 3. децембар 1939, II издање, с. п. [4].
- Вече модерне југословенске музике – три значајна прва извођења, Правда (XXXVI, 12689), 29. фебруар 1940, с. п. [9].
- Институт за проучавање Русије прославља стогодишњицу рођења Чајковског, Правда(XXXVI, 12764), 14. мај 1940, II издање, с. п. [6].
- Циклус Бетовенових клавирских соната (Извођење Паула Баумгартнера, 12–14. марта), Младост, Часопис за књижевност и културу (VI, 4), април 1950, 377–378.
- Бах у музичком животу нашег времена, Музика (IV, 5), 1951, 36–56.
- Вече младих композитора, Књижевне новине(IV, 11), 13. март 1951, 4.
- Јосип Славенски: Балканофонија, симфонијска свита, Радио-Београд (94), 1–15. јануар 1951.
- Музички преглед: О једној антиномији извођачке перфекције. Нови италијански квартет, Књижевност(VII, 7–8), јул–август 1952, 155–156.
- Музички преглед: Његош у нашој музичкој свести, Књижевност (VII, 1–2), јануар фебруар 1952, 176–181.
- Реч приликом отварања изложбе загребачке групе „ ЕКСАТ 51” у Београду, 29. 03. 1953, Уметност и критика (1), 24. мај 1953.
- Далеко и блиско (Скица за музичко-социолошку студију), Књижевне новине(I, 9), 11. март 1954, 2.
- Два сева муње у нашој музичкој жабокречини (Вече композитора Душана Радића и Јосифа Енрика), Књижевне новине(I, 11), 25. март 1954, 7.
- Марио Маскарели, Видици (IV, 22–23), април–мај 1956, 8–9.
- Писац и његова привидна одморишта, Књижевне новине(VII, 23), нова серија, 2. септембар 1956, 1
- Стваралачки подвиг Љубице Марић, Књижевне новине(VII, 31), нова серија, 23. децембар 1956, 6.
- Поклоњење Густаву Малеру, Књижевне новине(VIII, 38), нова серија, 31. март 1957, 9.
- Васко Попа,41 Ревија 57, Ревија за књижевност ин културо(I, 3–4), лето 1957, 251–254.
- Нефигурално сликарство, Видици (В, 24–25), јануар–фебруар 1957.
- О уметничким групама. Да, формирање нових група, али..., Видици(VI, 37–38), октобар– новембар 1958.
- Уочи првог извођења у Београду: Прича о војнику, НИН (IX, 425), 22. фебруар 1959.
- Сећање на рад са говорним хором Абрашевић, Књижевне новине(X, 88–89), нова серија, 27. март 1959, 10, 13.
- Уместо честитања Енрику Јосифу, Књижевне новине(XI, 123), нова серија, 15. јул 1960, 1, 7.
- Поезија Андрићеве прозе, Књижевне новине(XII, 157), нова серија, 3. новембар 1961, 1, 9.
- Савремени језик музике (Шта смо добили а шта изгубили са електронском музиком), Политика(LIX, 17630), 4. новембар 1962, 17.
- Савремене противречности у музици Загребачког бијенала, Књижевне новине(XV, 198), нова серија, 31. мај 1963, 1, 10.
- Музика и публика, Књижевне новине (XVI, 217), нова серија, 21. фебруар 1964, 1–4.
- Фестивал опере у Опатији, Нови лист, 14. и 16. август 1965.
- О десетогодишњици одласка Јосипа Славенског, Звук, Југословенска музичка ревија (66), 1966, 1–6.
- Хрпица медитација над Арабаловим Гробљем аутомобила, Књижевне новине(XX, 336), нова серија, 14. септембар 1968, 1–2.
- У имагинарном граду Алвина Николаиса, Књижевне новине(XX, 337), нова серија, 28. септембар 1968, 8.
- „Празвук” Владана Радовановића, Про Музика (28), 1968, 7.
- Позоришни реквијем за жртвовање („Ломача” у Народном позоришту Титовог Ужица), Политика (LXVI, 19991), 1. јун 1969, 17.
- Чланови групе ОХО, Трећи програм, год. II, бр. 1, зима 1970, 225–235.
- Музичка порука несигурној будућности (Значај Шестог музичког бијенала у Загребу), Политика (ЛXVIII, 20706), 29. мај 1971, 20.
- Плес – визуелна музика (Гостовање белгијске трупе Мориса Бежара „Балет ХХ века”), Политика (ЛXVIII, 20691), 14. мај 1971, 12.
- Три уметничка ступња немачке опере из Берлина (Шенбергово недовршено сценско дело „Мојсије и Арон” први пут приказано у нашој земљи), Политика (LXVIII, 20697), 20. мај 1971, 12.
- Шта се све крије и открива у „Балканофонији” Јосипа Славенског (Поводом 15-годишњице композиторове смрти), Звук, Југословенска музичка ревија (111–112), 1971, 21–25.
- Лир наше савести (После седмог Битефа), Политика, 29. септембар 1973.
- Југословенска музичка трибина у Опатији, Трећи програм (31), јесен 1976, 20–24.
- Никита Магалов као тумач Шопена, Правда (XXXVI, 12938), 6. новембар 1940, II издање, с. п. [6].
- Премијера дечје опере Миленка Живковића, Правда (XXXVII, 13046), 22. фебруар 1941, II издање, с. п. [5].
- Вече савремене југословенске соло-песме, Правда(XXXVII, 13051), 27. фебруар 1941, с. п. [6].

## НаградаПавле Стефановић
Удружење композитора Србије од 2016. године додељује награду „Павле Стефановић“. Награда се додељује на предлог стручног жирија Удружења композитора Србије за музички есеј, критику, осврт, приказ (збирку текстова, предавање, циклус емисија итд.) објављен у штампаним или електронским медијима током претходне године на територији Србије.

## Галерија
- Павле Стефановић као болничар у средњем реду десно поред војника са чалмом на глави, болница у гимназији у Крушевцу,1912.
- Павле Стефановић први с леве стране, поред Милице Продановић, на степеништу Универзитетске библиотеке, Београд, 21.3.1929.
- Павле Стефановић у свом дому, 16.9.1936.